# دهستان دشت ارزنه
دهستان دشت ارزنه یکی از دهستان‌های شهرستان باخرز در استان خراسان رضوی ایران است. این دهستان در بخش مرکزی شهرستان باخرز قرار دارد و براساس سرشماری مرکز آمار ایران در سال ۱۳۹۰، جمعیت آن ۸۶۶۶ نفر (در ۲۴۳۱ خانوار) بوده‌است.